# Canadian Brass
Canadian Brass è un quintetto di ottoni canadese fondato da Chuck Daellenbach, Stuart Laughton, e Gene Watts nel 1970. Oltre ad avere una intensissima attività concertistica, i Canadian Brass hanno inciso più di cinquanta album. Hanno suonato e inciso centinaia di trascrizioni, arrangiamenti e opere originali per quintetto d'ottoni.

## Organico
Attualmente il quintetto è formato da: Chuck Daellenbach (tuba), Achilles Liarmakopoulos (trombone), Caleb Hudson (tromba), and Jeff Nelsen (corno), Brandon Ridenour (tromba).
In passato hanno fatto parte del quintetto i seguenti musicisti:
- Stuart Laughton - tromba (1970-1971, 2003-2005)
- Graeme Page - corno (1970-1983)
- Gene Watts - trombone (1970-2010)
- Ronald Romm - tromba (1971-2000)
- Fred Mills - tromba (1972-1996)
- Marty Hackleman - corno (1983-1986)
- David Ohanian - corno (1986-1998)
- Jens Lindemann - tromba (1996-2001)
- Chris Cooper - corno (1998-2000)
- Ryan Anthony - tromba (2000-2003)
- Joe Burgstaller - tromba (2001-2004, 2006-2009)
- Justin Emerich - tromba (2005-2006)
- Bernhard Scully - corno (2005-2007)
- Chris Coletti – tromba (2009–2019)
- Jeroen Berwaerts - tromba
- Manon Lafrance - tromba
- Keith Dyrda - trombone
- Brandon Ridenour - tromba
- Eric Reed - corno

## Video
Oltre alla produzione discografica, hanno realizzato diversi video che testimoniano un controllo della loro tecnica esecutiva; ne è esempio l'esecuzione del noto Volo del calabrone di Rimskij-Korsakov, dalla Favola dello Zar Saltan, reso famoso dal film Shine come un brano dalla velocità elevatissima e dall'elevata difficoltà tecnica.
Nel video, l'esecuzione di questo è affidata addirittura alla tuba, ma dopo alcune frasi musicali il trombettista si avvicina al tubista e lo sostituisce nell'azionare i pistoni con la mano, mentre l'esecutore principale rimane seduto e continua a suonare lo strumento.

## Discografia
- Canadian Brass (eponimo) (1971, 1972) CBC
- Rag-Ma-Tazz (1973) CBC
- Make We Joy (1973) CBC w/Festival Singers of Canada
- Royal Fanfare (1973) Boot Master Concert Series
- Canadian Brass in Paris (1973) Boot Master Concert Series
- Rag-Ma-Tazz (1974) Boot Master Concert Series
- A Touch of Brass (1974) Welk Group
- Canadian Brass: Pachelbel to Joplin (1974) Welk Group
- Pucker & Valve Society Band (1975) Umbrella
- Unexplored Territory (1977) CBC w/Don Gillis Jazz Quartet
- Canadian Brass Plus Organ (1977) CBC w/organist Doug Haas
- Toccata, Fugues & Other Diversions (1977) Umbrella Direct-to-Disk
- Canadian Brass Encore (1977) CBC
- Bells and Brass (1978, with Gordon Slater) Independent
- Mostly Fats; Fats Waller's Greatest Hits (1979) RCA Red Seal
- Pachelbel Canon & Other Great Baroque Hits (1980) RCA Red Seal
- Christmas with the Canadian Brass (1981) RCA Red Seal
- The Village Band (1981) RCA Red Seal
- Champions (1983) Sony
- Canadian Brass Greatest Hits (1983) RCA Red Seal
- High, Bright, Light and Clear (1983) RCA Red Seal
- Ain't Misbehavin' and Other Fats Waller Hits (1984) RCA
- Brass in Berlin (1984) Sony
- Canadian Brass Live! (1984) Sony
- A Canadian Brass Christmas (1985) Sony
- Vivaldi: The Four Seasons (1986) Sony
- Basin Street (1987) Sony
- Strike Up the Band — Canadian Brass Plays Gershwin (1987) RCA Red Seal
- Bach: The Art of Fugue (1988) Sony
- The Mozart Album (1988) Sony
- Canadian Brass More Greatest Hits (1988) Sony
- Best of the Canadian Brass (1989) Sony
- Gabrieli/Monteverdi: Antiphonal Music (1990) Sony w/Members of the New York Philharmonic and the Boston Symphony Orchestra, conducted by Kazuyoshi Akiyama
- English Renaissance Music (1990) Sony
- Super Hits Sony
- The Christmas Album (1990) PHILIPS
- Beethoven Fifth Symphony & Overtures (1991) PHILIPS w/Members of the Boston Symphony Orchestra and the New York Philharmonic, conducted by Georg Tintner
- Red, White & Brass: Made in the USA (1991) PHILIPS w/Members of the Boston Symphony Orchestra and the New York Philharmonic, conducted by Lukas Foss
- The Essential Canadian Brass (1991) PHILIPS
- Red Hot Jazz: The Dixieland Album (1992) PHILIPS
- Wagner for Brass (1992) PHILIPS w/Members of the Berlin Philharmonic Orchestra and Orchestra of the Bayreuth Festival, conducted by Edo de Waart
- Rejoice! -- Brass and Voice (1993) ODEG w/Indiannoplis Children's Choir
- An Evening of Brass Theater (1994) ODEG (Opening Day Entertainment Group)
- Brass on Broadway (1994) PHILIPS
- Gabrieli for Brass (1994) PHILIPS w/Members of the New York Philharmonic and the Philadelphia Orchestra, conducted by Elmer Iseler
- Noel (1994) BMG with James Galway, Kings Singers, Angel Romero & others
- Bolero & Other Great Melodies (1995) BMG
- Brass Busters (1995) BMG w/New York Philharmonic & Boston Symphony Orchestra
- Fireworks: Baroque Brass Favorites (1995) BMG
- Go for Baroque! (1995) BMG
- Ragtime (1995) BMG
- Renaissance Men (1995) BMG
- Swingtime! (1995) BMG
- Brass Theater II with Star of Indiana (1995) ODEG
- Brass Theater III with Star of Indiana (1996) ODEG
- Canadian Brass Plays Bernstein (1996) BMG
- The Canadian Brass Live in Germany (1997) BMG
- Christmas Experiment (1997) BMG
- All You Need is Love (1998) BMG
- A Christmas Gloria (1999) TELARC w/Mormon Tabernacle Choir
- Take the "A" Train (1999) BMG
- Celebration (1999) ODEG
- Bach Goldberg Variations (2001) BMG
- CBC Radio Years (2001) CBC
- Holidays with Canadian Brass (2002) BMG
- Sacred Brass (2002) BMG
- Amazing Brass (2002) ODEG/LINUS
- Sweet Songs of Christmas (2002) ODEG
- A Holiday Tradition (2003) LINUS
- Magic Horn (2004) ODEG
- Joyful Sounds (2005) ODEG
- High Society (2006) ODEG
- People of Faith (2006) ODEG
- Wedding Essentials (2006) ODEG
- Concert Band Essentials (2007) ODEG
- Christmas Tradition (2007) ODEG
- Bach (2008) ODEG
- Legends (2008) ODEG
- Jazz Roots (2008) ODEG
- Manhattan Music (2008) ODEG
- Echo — Glory of Gabrieli (2009) ODEG
- Swing That Music — A Tribute to Louis Armstrong (2010) ODEG
- Stars & Stripes" — Canadian Brass Salute America (2010) ODEG
- Spirit Dance (2010) ODEG w/pianist David Braid
- A Very Merry Christmas (2010) w/various artists
- The Classics: From Pachelbel to Purcell (2011) ODEG
- The Classics: Between Bach & Handel (2011) ODEG
- The Classics: Mozart & More (2011) ODEG
- Brahms on Brass (2011) ODEG
- Canadian Brass 'Takes Flight' (2012) Steinway/ODEG
- Carnaval: Music of Robert Schumann (2013) ODEG
- "Perfect Landing" (2015) ODEG
- "Christmas Time Is Here: The Encore!" (2018) ODEG